# Casa Sambola
La Casa Sambola és un edifici del municipi de Girona que forma part de l'Inventari del Patrimoni Arquitectònic de Catalunya.

## Descripció
El casal dona, pel costat est, el carrer de la Força. La façana està construïda amb carreus de pedra de Girona, i ofereix una gran austeritat en les seves línies. Consta de planta baixa i tres pisos. Les finestres i balcons, distribuïts simètricament, mantenen el to senyorial però auster de la construcció. Destaca el portal forà, ample i alt, elaborat amb dovelles de pedra picada amb regràs normal.
Traspassant el portal s'arriba a un pati interior on es troba una escala de pedra picada que permet l'accés a la casa. És de dos trams i dos replans, protegits per una senzilla barana de ferro.
Un mateix escut es repeteix dues vegades, a la base d'una finestra del primer replà (1583) i a la cara del replà que dona al pati. En aquest darrer l'escut és ovalat, i està sostingut per dos àngels amb una decoració geomètrica que els envolta. El relleu té unes formes i composició decididament renaixentistes.

## Història
Durant el segle xv l'habitatge devia esser ocupat per jueus del Call, encara que no tenim cap confirmació documental. És conegut que durant el primer terç del segle xvi algunes cases de jueus foren adquirides per eclesiàstics, i que aquests les renovaren a Pere Bret i Darnius, canonge de la Catedral i membre d'una família amb bona posició a les esferes episcopals. A ell pertanyen les armes presents als escuts abans esmentats. Dita família fou la patrocinadora de la major part de les reformes que transformaren un edifici preexistent (segle xvi). A començaments del segle xvii el Casal va passar a esser propietat dels Burgués, ciutadans honrats de Barcelona i Girona.